# Collezione di teatro
La Collezione di teatro è una collana editoriale, fondata e diretta da Paolo Grassi (1919-1981) e Gerardo Guerrieri (1920-1986), e più tardi diretta da Guido Davico Bonino, stampata presso la Giulio Einaudi Editore a cominciare dal 1962.
Tra proposte di novità e riproposte di classici, qualche volta i numeri sono usciti in contemporanea con la rappresentazione nel circuito della stagione teatrale. Oltre a opere italiane (per lo più classici) vi sono traduzioni che, quando non commissionate direttamente, sono comunque scelte perché siano leggibili ad alta voce e recitabili, quasi si volesse mettere in primo piano l'utilità di strumento pratico della collana, che comunque non perde rigore e attenzione filologici. Per lo stesso motivo non vi sono note critiche e le introduzioni sono molto brevi (e a volte anonime).
Quasi tutti i libri contengono una singola opera che, d'altra parte, spesso appare anche in raccolte dello stesso autore presso altre collane della stessa casa editrice.

## Titoli

### 1962-64
- 1. Robert Musil, Vinzenz e l'amica degli uomini importanti. Farsa in tre atti (trad. Italo Alighiero Chiusano)
- 2. Raffaele Orlando, L'annaspo (pref. Ruggero Jacobbi)
- 3. Arthur Adamov, La primavera '71 (trad. Alberto Savini e Silvestro Lega)
- 4. Friedrich Dürrenmatt, Il matrimonio del signor Mississippi (trad. Aloisio Rendi)
- 5. Henrik Ibsen, L'anitra selvatica (trad. Anita Rho)
- 6. Carlo Goldoni, Il servitore di due padroni (a cura di Guido Davico Bonino)
- 7. Eugène Ionesco, La cantatrice calva (trad. Gian Renzo Morteo)
- 8. William Shakespeare, Amleto (trad. Cesare Vico Lodovici)
- 9. W. Shakespeare, Otello (trad. C.V. Lodovici)
- 10. Bertolt Brecht, Vita di Galileo (trad. Emilio Castellani)
- 11. Massimo Binazzi, Il male sacro (pref. R. Jacobbi)
- 12. John Osborne, Ricorda con rabbia (trad. Alvise Sapori)
- 13. Michel de Ghelderode, Escuriale; La scuola dei buffoni (trad. Flaviarosa Rossini e Gianni Nicoletti)
- 14. B. Brecht, L'opera da tre soldi (trad. E. Castellani)
- 15. Federico García Lorca, Nozze di sangue (trad. Vittorio Bodini)
- 16. W. Shakespeare, Giulio Cesare (trad. C.V. Lodovici)
- 17. W. Shakespeare, Antonio e Cleopatra (trad. C.V. Lodovici)
- 18. Nikolaj Gogol', L'ispettore. Commedia in cinque atti (trad. Renato Vecchione)
- 19. B. Brecht, La resistibile ascesa di Arturo Ui (pref. Cesare Cases, trad. Mario Carpitella)
- 20. Ionesco, Il rinoceronte (pref. Roberto De Monticelli, trad. Giorgio Buridan) [poi n. 58]
- 20. Federico Della Valle, Iudit (pref. Gigi Livio) [sostituisce il precedente]
- 21. Doris Lessing, A ciascuno il suo deserto (trad. Luciano Codignola)
- 22. E. Ionesco, Il pedone dell'aria e Delirio a due (trad. G.R. Morteo)
- 23. B. Brecht, Terrore e miseria del Terzo Reich (trad. Federico Federici)
- 24. B. Brecht, I giorni della Comune. Dramma in 14 quadri (trad. Giulio Gatti)
- 25. Eduardo De Filippo, Il sindaco del rione Sanità [poi n. 163]
- 25. Ruzante, La Moscheta (a cura di Ludovico Zorzi) [sostituisce il precedente]
- 26. B. Brecht, Madre Courage e i suoi figli. Cronache della guerra dei Trent'anni (trad. Franco Fortini e Ruth Leiser)
- 27. Massimo Dursi, Stefano Pelloni detto il Passatore
- 28. Arnold Wesker, La trilogia: Brodo di pollo con l'orzo; Radici; Parlo di Gerusalemme (pref. L. Codignola, trad. Hilda Colucci) [poi n. 276]
- 28. François Billetdoux, Si va da Törpe (trad. Roberto Rebora) [sostituisce il precedente]
- 29. H. Ibsen, Casa di bambola (trad. A. Rho)
- 30. C. Goldoni, Il bugiardo (a cura di G. Davico Bonino)
- 31. Jean Cocteau, Orfeo (trad. Marisa Zini)
- 32. E. Ionesco, Il re muore (trad. G.R. Morteo)
- 33. Niccolò Machiavelli, La Mandragola (a cura di G. Davico Bonino, intr. Eugenio Levi)
- 34. E. De Filippo, Natale in casa Cupiello
- 35. E. De Filippo, Questi fantasmi!
- 36. E. De Filippo, Filumena Marturano
- 37. E. De Filippo, Le voci di dentro
- 38. F. García Lorca, Yerma. Poema tragico in tre atti e sei quadri (trad. V. Bodini)
- 39. B. Brecht, Un uomo è un uomo. Commedia gaia (trad. Giulia Veronesi)
- 40. Anton Čechov, Tre sorelle (a cura di Gerardo Guerrieri)
- 41. B. Brecht, Ascesa e rovina della città di Mahagonny (trad. Fedele D'Amico)
- 42. B. Brecht, Tamburi nella notte (trad. E. Castellani)
- 43. J. Osborne, Lutero (trad. Elio Nissim)
- 44. B. Brecht, Il cerchio di gesso del Caucaso (trad. Ginetta Pignolo)
- 45. B. Brecht, Švejk nella seconda guerra mondiale (trad. Paul Braun e E. Castellani)
- 46. Jean-Paul Sartre, Le mani sporche (trad. Vittorio Sermonti, con intervista all'autore e testimonianza di Simone de Beauvoir)
- 47. E. De Filippo, Napoli milionaria!
- 48. Alejandro Casona, La dama dell'alba. Polittico in quattro atti (trad. F. Rossini)
- 49. Heinrich Böll, Un sorso di terra (trad. Hansi Cominotti)
- 50. Henry Miller, Proprio pazza per Harry. Commedia (trad. Luciano Bianciardi)
- 51. Miklós Hubay, Silenzio dietro la porta. Tragedia in due parti (trad. Nicola Pressburger)
- 52. Giorgio Prosperi, Il Re
- 53. R. Musil, I fanatici. Dramma in tre atti (trad. A. Rho)
- 54. Reinhard Goering, Battaglia navale (trad. Luigi Lunari)
- 55. J. Cocteau, I parenti terribili (trad. M. Zini)
- 56. Arthur Miller, Il crogiuolo. Dramma in quattro atti (trad. Luchino Visconti e Gino Bardi)
- 57. Samuel Beckett, Aspettando Godot (trad. Carlo Fruttero)
- 58. E. Ionesco, Il rinoceronte [vd. n. 20]
- 59. Giordano Bruno, Candelaio (a cura di Giorgio Bàrberi Squarotti)
- 60. C. Goldoni, Le baruffe chiozzotte (a cura di G. Davico Bonino)
- 61. Heinar Kipphardt, Sul caso di J. Robert Oppenheimer: dramma liberamente desunto dai documenti (a cura di L. Lunari)
- 62. Franco Antonicelli, Festa grande di aprile. Rappresentazione popolare in due tempi

### 1965-67
- 63. Ignoto veneto del Cinquecento, La Venexiana (trad. L. Zorzi)
- 64. Leonardo Sciascia, L'onorevole. Dramma in tre atti
- 65. M. de Ghelderode, Magia rossa e La Ballata del Gran Macabro (trad. Rossini e Nicoletti)
- 66. E. De Filippo, L'arte della commedia; Dolore sotto chiave
- 67. Robert Pinget, Qui o altrove seguito dagli atti unici Arcisoso e L'ipotesi (trad. Carlo Cignetti)
- 68. Sławomir Mrożek, Il tacchino. Farsa in due atti (trad. G. Guerrieri)
- 69. Molière, Il signor di Pourceaugnac (a cura di Diego Valeri)
- 70. Tennessee Williams, I «blues» (La camera buia; Ritratto di Madonna; La lunga permanenza interrotta ovvero Una cena poco soddisfacente; Proibito) (trad. G. Guerrieri)
- 71. B. Brecht, L'anima buona del Sezuan. Parabola scenica (a cura di E. Castellani)
- 72. W. Shakespeare, Troilo e Cressida (trad. C.V. Lodovici)
- 73. Carlo Maria Maggi, I consigli di Meneghino (a cura di Dante Isella)
- 74. A. Wesker, La cucina; Patatine di contorno (trad. Betty Foà)
- 75. F. García Lorca, La casa di Bernarda Alba. Tragedia in tre atti (trad. V. Bodini)
- 76. W. Shakespeare, Re Enrico VI (trad. C.V. Lodovici)
- 77. T. Williams, La notte dell'iguana (trad. Bruno Fonzi)
- 78. Giulio Cesare Croce, La Farinella (a cura di Pietro Cazzani)
- 79. Euripide, Eracle (trad. Alceste Angelini)
- 80. Max Aub, L'impareggiabile malfidato, seguito da Il ritorno e I morti (trad. Dario Puccini)
- 81. Ruzante, L'Anconitana (a cura di L. Zorzi)
- 82. Roland Dubillard, Ingenue rondinelle (trad. Maria Castellani d'Este)
- 83. Michel Vinaver, Iphigénie Hôtel (trad. Giannino Galloni)
- 84. C. Goldoni, La locandiera (a cura di G. Davico Bonino)
- 85. A. Čechov, Il giardino dei ciliegi (trad. G. Guerrieri)
- 86. Tullio Kezich, La coscienza di Zeno (dal romanzo di Italo Svevo)
- 87. A. Miller, Incidente a Vichy (trad. B. Fonzi)
- 88. E. De Filippo, Uomo e galantuomo
- 89. Roger Vitrac, Victor o I bambini al potere (trad. Laura Gonçalez)
- 90. Eugene O'Neill, Arriva l'uomo del ghiaccio (trad. B. Fonzi)
- 91. C. Goldoni, La bottega del caffè (a cura di G. Davico Bonino)
- 92. A. Adamov, La politica degli avanzi (trad. Carlo Marcello Rietmann)
- 93. Natalia Ginzburg, Ti ho sposato per allegria [poi n. 423]
- 94. E. De Filippo, Non ti pago
- 95. J. Osborne, Prova inammissibile (trad. Renzo Nissim)
- 96. Molière, Don Giovanni o Il convitato di pietra (a cura di C.V. Lodovici)
- 97. Carlo Giambattista Tana, 'L Cont Piolet (a cura di G. Davico Bonino e Gualtiero Rizzi)
- 98. Augusto Frassineti, Il tubo e il cubo
- 99. Primo Levi, Se questo è un uomo (versione drammatica in collaborazione con Pieralberto Marché)
- 100. B. Brecht, Santa Giovanna dei Macelli (trad. R. Leiser e F. Fortini)
- 101. W. Shakespeare, Romeo e Giulietta (trad. C.V. Lodovici)
- 102. W. Shakespeare, La tempesta (trad. C.V. Lodovici)
- 103. J. Osborne e Anthony Creighton, Epitaffio per George Dillon (trad. Bice Mengarini)
- 104. Evgenij Schwarz, Il drago (trad. Vittorio Strada)
- 105. Kenneth H. Brown, La prigione (trad. Ruggero Bianchi)
- 106. Peter Weiss, L'istruttoria. Oratorio in undici canti (trad. Giorgio Zampa)
- 107. Sean O'Casey, Rose rosse per me (trad. Antonio Meo)
- 108. Annibal Caro, Comedia degli Straccioni (a cura di Marziano Guglielminetti)
- 109. W. Shakespeare, Macbeth (trad. C.V. Lodovici)
- 110. W. Shakespeare, Re Lear (trad. C.V. Lodovici)
- 111. D. Lessing, Commedia con la tigre (trad. Maria Livia Serini)
- 112. Witold Gombrowicz, Il matrimonio (trad. Remo Guidieri)
- 113. B. Brecht, Il signor Puntila e il suo servo Matti. Rappresentazione popolare (trad. Nello Sàito)
- 114. Bibbiena, La Calandria (a cura di Paolo Fossati)
- 115. E. De Filippo, Il contratto
- 116. Terenzio, Heautontimorumenos (La commedia dell'autopunizione) (a cura di Vincenzo Ciaffi)
- 117. Goethe, Egmont (a cura di F. D'Amico)
- 118. W. Shakespeare, Il mercante di Venezia (trad. C.V. Lodovici)
- 119. W. Shakespeare, Riccardo III (trad. C.V. Lodovici)
- 120. A. Miller, Uno sguardo dal ponte. Dramma in due atti (trad. G. Guerrieri)

### 1968-69
- 121. Aimé Césaire, La tragedia di re Christophe (trad. Luigi Bonino Savarino)
- 122. Armand Gatti, V come Vietnam (trad. Arturo Lazzari)
- 123. P. Weiss, Cantata del fantoccio lusitano; Notte con ospiti (trad. Giovanni Magnarelli)
- 124. W. Gombrowicz, Operetta (trad. Jole e G.R. Morteo)
- 125. Ruzante, Due dialoghi (a cura di L. Zorzi)
- 126. Ernst Toller, OPLÀ, noi viviamo! (trad. E. Castellani)
- 127. Seneca, Fedra (trad. Edoardo Sanguineti)
- 128. A. Adamov, Off limits (trad. Furio Colombo e Anna Maria Galleani)
- 129. A. Čechov, Ivanov (a cura di V. Strada)
- 130. A. Wesker, Le quattro stagioni; Una città dorata tutta per loro (trad. B. Foà)
- 131. Molière, Il misantropo (trad. V. Sermonti)

### 1970-71
- 132. C. Goldoni, I rusteghi (a cura di G. Davico Bonino)
- 133. Pablo Neruda, Splendore e morte di Joaquim Murieta bandito cileno giustiziato in California il 23 luglio 1853 (trad. V. Bodini)
- 134. Agnolo Firenzuola, La Trinuzia (a cura di Delmo Maestri)
- 135. A. Čechov, Il gabbiano (a cura di Angelo Maria Ripellino)
- 136. Rafael Alberti, L'uomo disabitato; Notte di guerra al Museo del Prado (a cura di D. Puccini)
- 137. Pietro Aretino, La cortigiana (a cura di Giuliano Innamorati)
- 138. A. Čechov, Zio Vanja. Scene di vita di campagna in 4 atti (a cura di A.M. Ripellino)
- 139. E. De Filippo, Il monumento
- 140. Tankred Dorst, Toller. Scene di una rivoluzione tedesca (trad. A. Rendi)
- 141. S. Beckett, Giorni felici (trad. C. Fruttero, intr. Renato Oliva)
- 142. Jean Giraudoux, La pazza di Chaillot (trad. Raul Radice)
- 143. E. Ionesco, Il giuoco dell'epidemia (a cura di G.R. Morteo)
- 144. B. Brecht, La madre. Vita della rivoluzionaria Pelagia Vlassova di Tver' (dal romanzo di Maksim Gor'kij (trad. E. Castellani, intr. Paolo Chiarini)
- 145. Plauto, Aulularia (a cura di Carlo Carena)
- 146. A. Wesker, Gli amici (trad. B. Foà)
- 147. E. De Filippo, Ogni anno punto e da capo
- 148. F. Dürrenmatt, I fisici (trad. A. Rendi)

### 1972-74
- 149. Giovan Battista Cini, Il baratto (a cura di Maria Luisa Doglio)
- 150. E. O'Neill, Strano interludio (trad. B. Fonzi)
- 151. Ercole Bentivoglio, Il geloso (a cura di Alberto Dradi Maraldi)
- 152. Giuliano Scabia, Commedia armoniosa del cielo e dell'inferno
- 153. Beaumarchais, Il matrimonio di Figaro (a cura di Fabrizio Onofri) [poi n. 412]
- 154. H. Ibsen, Gli spettri (trad. A. Rho)
- 155. B. Brecht, L'eccezione e la regola (trad. Laura Pandolfi)
- 156. Seneca, Edipo (a cura di Vico Faggi)
- 157. Eschilo, L'Orestea (a cura di C. Carena)
- 158. C. Goldoni, L'amante militare e in appendice Il quartiere fortunato (a cura di L. Zorzi)
- 159. Antonin Artaud, I Cenci. Tragedia in quattro atti e dieci quadri da Shelley e Stendhal (a cura di Giovanni Marchi)
- 160. Edward Albee, Tutto finito (trad. G. Guerrieri)
- 161. Georges Feydeau, Occupati d'Amelia (a cura di Corrado Augias)
- 162. C. Goldoni, Gl'innamorati (a cura di L. Zorzi)
- 163. E. De Filippo, Il sindaco del rione Sanità [vd. n. 25]
- 164. E. De Filippo, La grande magia
- 165. E. Ionesco, Macbett (a cura di G.R. Morteo)
- 166. Dacia Maraini, Viva l'Italia
- 167. H. Ibsen, La donna del mare
- 168. A. Miller, Dopo la caduta (trad. G. Guerrieri)
- 169. W. Shakespeare, Sogno d'una notte d'estate (trad. C.V. Lodovici)
- 170. T. Williams, Un tram che si chiama desiderio. Dramma in tre atti (trad. G. Guerrieri)
- 171. E. O'Neill, Il lutto si addice ad Elettra (trad. B. Fonzi)
- 172. E. De Filippo, Gli esami non finiscono mai. Commedia in tre atti e un prologo
- 173. Sofocle, Antigone (a cura di Giuseppina Lombardo Radice)
- 174. Aristofane, Lisistrata (a cura di Raffaele Cantarella)
- 175. E. De Filippo, Sabato, domenica e lunedì
- 176. Lorenzino de' Medici, Aridosia (a cura di Emilio Faccioli)
- 177. Ramón del Valle-Inclán, Divine parole (trad. Maria Luisa Aguirre d'Amico, intr. Alessandro d'Amico)
- 178. E. De Filippo, Mia famiglia
- 179. E. De Filippo, Bene mio e core mio
- 180. Antonio Porta, La presa di potere di Ivan lo sciocco
- 181. Molière, Tartufo o L'impostore (trad. Carlo Muscetta)
- 182. M. Aub, San Juan (a cura di D. Puccini)
- 183. Euripide, Le Troiane (trad. E. Sanguineti)
- 184. Aleksandr Solženicyn, Una candela al vento (trad. Milli Martinelli)
- 185. E. De Filippo, De Pretore Vincenzo
- 186. E. De Filippo, Ditegli sempre di sì
- 187. T. Dorst, Era glaciale (trad. Umberto Gandini)

### 1975
- 188. Nathalie Sarraute, Isma ovvero Quel che si dice niente seguito da È bello (trad. Ugo Ronfani)
- 189. Arthur Schnitzler, Girotondo (trad. P. Chiarini)
- 190. T. Kezich, Il fu Mattia Pascal (dal romanzo di Luigi Pirandello)
- 191. Elias Canetti, La commedia della vanità (trad. Bianca Zagari, pref. Claudio Magris, scritto di Luciano Zagari)
- 192. D. Maraini, La donna perfetta seguito da Il cuore di una vergine
- 193. W. Shakespeare, La bisbetica domata (trad. C.V. Lodovici)
- 194. H. Ibsen, Peer Gynt (trad. A. Rho)
- 195. R. Valle-Inclán, Luci di bohème (a cura di M.L. Aguirre d'Amico)
- 196. P. Weiss, Tre atti unici (La torre, L'assicurazione e Come Mockinpott è liberato dal dolore) (trad. G. Magnarelli)
- 197. Tullio Pinelli, Il Giardino delle Sfingi e altre commedie (Lo stilita, Gorgonio e Il giardino delle sfingi)
- 198. C. Goldoni, I due gemelli veneziani (a cura di G. Davico Bonino)
- 199. Aristofane, Rane (trad. R. Cantarella)

### 1976
- 200. E. De Filippo, Io, l'erede
- 201. Ludovico Ariosto, La Lena (a cura di G. Davico Bonino)
- 202. Harold Pinter, Vecchi tempi (a cura di Romeo de Baggis)
- 203. A. Wesker, I vecchi (trad. B. Foà) (con due interviste all'autore di Rosario Portale)
- 204. H. Pinter, Terra di nessuno (trad. Cesare Garboli, E. Nissim e Romolo Valli, pref. C. Garboli)
- 205. Peter Handke, Esseri irragionevoli in via di estinzione (a cura di Enrico De Angelis)
- 206. Dario Fo, La signora è da buttare
- 207. Renzo Rosso, Un corpo estraneo; Esercizi spirituali
- 208. D. Maraini, Don Juan
- 209. Carlo Bertolazzi, El nost Milan (a cura di Folco Portinari)

### 1977
- 210. P. Weiss, Il processo. Commedia in due atti dal romanzo omonimo di Franz Kafka (a cura di U. Gandini)
- 211. E. O'Neill, Lunga giornata verso la notte (trad. B. Fonzi)
- 212. E. Albee, Marina (a cura di C. Augias)
- 213. W. Shakespeare, Le allegre comari di Windsor (trad. C.V. Lodovici)
- 214. Roberto De Simone, La gatta Cenerentola
- 215. F. Dürrenmatt, Il complice (trad. E. Castellani)
- 216. N. Machiavelli, Clizia (a cura di G. Davico Bonino)
- 217. Robert Lowell, Prometeo incatenato (a cura di Rolando Anzilotti)
- 218. Aleksandr Blok, Drammi lirici (La baracca dei saltimbanchi, La Sconosciuta e Il Re sulla piazza) (intr. A. M. Ripellino, trad. Sergio Leone e Sergio Pescatori)

### 1978
- 219. Sofocle, Le Trachinie (trad. G. Lombardo Radice)
- 220. Plauto, Il soldato spaccone (a cura di C. Carena)
- 221. W. Shakespeare, Coriolano (trad. C. V. Lodovici)
- 222. Alfred de Musset, Lorenzaccio (intr. Franca Zanelli Quarantini, trad. R. Radice)
- 223. Molière, Le intellettuali (a cura di C. Garboli)
- 224. William Carlos Williams, Molti amori (trad. Vincenzo Mantovani, intr. Barbara Lanati)

### 1979
- 225. Shakespeare, La dodicesima notte (trad. C.V. Lodovici)
- 226. Jean Genet, Le serve (intr. Jean-Paul Sartre, trad. Giorgio Caproni)
- 227. Molière, Il malato immaginario (a cura di C. Garboli)
- 228. P. Weiss, La persecuzione e l'assassinio di Jean-Paul Marat, rappresentati dai filodrammi di Charenton, sotto la guida del marchese De Sade. Dramma in due atti (trad. Ippolito Pizzetti)
- 229. E. De Filippo, Le bugie con le gambe lunghe
- 230. E. De Filippo, Il figlio di Pulcinella
- 231. E. De Filippo, Chi è cchiu' felice 'e me!
- 232. W. Shakespeare, Racconto d'inverno (trad. C.V. Lodovici)
- 233. A. Miller, Morte di un commesso viaggiatore (trad. G. Guerrieri, intr. Elena De Angeli)
- 234. F. Dürrenmatt, La dilazione (a cura di I.A. Chiusano)
- 235. Sofocle, Ercole furioso (a cura di V. Faggi)
- 236. Euripide, Elena (a cura di Franco Ferrari

### 1980
- 237. E. De Filippo, Tommaso d'Amalfi
- 238. Pedro Calderón de la Barca, La vita è sogno (a cura di Cesare Acutis, trad. Antonio Gasparetti)
- 239. H. Pinter, Il compleanno (trad. E. Nissim e Laura del Bono)
- 240. W. Shakespeare, Misura per misura (trad. C.V. Lodovici)
- 241. W. Shakespeare, Molto rumore per nulla (trad. C.V. Lodovici)
- 242. Plauto, Anfitrione (a cura di C. Carena)
- 243. Guillaume Apollinaire, Le mammelle di Tiresia; Color del tempo (a cura di Sergio Zoppi)
- 244. Gotthold Ephraim Lessing, Emilia Galotti (a cura di N. Sàito)

### 1981
- 245. F. Dürrenmatt, Radiodrammi (trad. A. Rendi)
- 246. P. Calderón de la Barca, Il medico del proprio onore; Il pittore del proprio disonore (a cura di C. Acutis, trad. A. Gasparetti)
- 247. Louis-Ferdinand Céline, Progresso (a cura di Giuseppe Guglielmi)
- 248. H. Pinter, Il guardiano (trad. E. Nissim, intr. G. Davico Bonino)
- 249. J. Genet, Il balcone (trad. G. Caproni, pref. F. Fortini)
- 250. C. Goldoni, Il ventaglio (intr. G. Davico Bonino)
- 251. C. Goldoni, Trilogia della villeggiatura: Le smanie per la villeggiatura; Le avventure della villeggiatura; Il ritorno dalla villeggiatura (a cura di G. Davico Bonino)

### 1982
- 252. B. Brecht, Nella giungla delle città (trad. P. Chiarini, intr. E. Castellani)
- 253. B. Brecht, Vita di Edoardo Secondo d'Inghilterra (trad. I. Pizzetti, intr. E. Castellani)
- 254. B. Brecht, Teste tonde e teste a punta, ovvero Ricco e ricco van d'accordo (trad. Giuseppina Panzieri, intr. E. Castellani)
- 255. John Ford, La sventura di essere una prostituta (a cura di Enzo Giachino)
- 256. E. Ionesco, La lezione; Le sedie (a cura di G.R. Morteo)
- 257. H. Pinter, Tradimenti (trad. L. Del Bono e E. Nissim, intr. G. Davico Bonino)
- 258. J. Genet, I negri (trad. Juan Rodolfo Wilcock, intr. E. De Angeli)
- 259. Giovanni Verga, La Lupa (intr. F. Portinari)
- 260. Friedrich Schiller, Maria Stuarda (a cura di Maria Donatella Ponti)
- 261. C. Fruttero e Franco Lucentini, La cosa in sé. Rappresentazione in due atti e una licenza
- 262. A. Čechov, Atti unici (a cura di V. Strada)
- 263. A. Čechov, Lešij. Commedia in quattro atti (trad. V. Strada)
- 264. A. Čechov, Platonov (a cura di Ettore Lo Gatto)
- 265. A. Čechov, Teatro [??]
- 266. E. De Filippo e Claudio Brachini, Mettiti al passo!

### 1983
- 267. Eschilo, I Persiani (a cura di C. Carena)
- 268. Plauto, I due Menecmi (a cura di C. Carena)
- 269. G. Scabia, Scontri generali
- 270. B. Brecht, Turandot ovvero Il congresso degli Imbiancatori (trad. M. Carpitella, intr. E. Castellani)
- 271. C. Goldoni, La famiglia dell'antiquario (a cura di G. Davico Bonino)
- 272. P. Weiss, Hölderlin. Dramma in due atti (trad. G. Magnarelli)
- 273. Masolino d'Amico, Le lettere di Lewis Carroll
- 274. H. Pinter, La serra (trad. L. Del Bono e E. Nissim, intr. G. Davico Bonino)
- 275. E. Ionesco, Viaggi tra i morti. Temi e variazioni (a cura di G.R. Morteo)
- 276. A. Wesker, Trilogia [vd. n. 28]

### 1984-86
- 277. F. Schiller, La pulzella d'Orléans (trad. Barbara Allason, intr. M.D. Ponti)
- 278. H. Pinter, Altri luoghi (Una specie di Alaska; Victoria Station; Voci di famiglia) (trad. L. Del Bono e E. Nissim, intr. G. Davico Bonino)
- 279. E. De Filippo e Luciana Luppi, L'erede di Shylock
- 280. Max Frisch, Trittico. Tre quadri scenici (trad. Bruna Bianchi)
- 281. De Filippo e Renato Iannì, Un pugno d'acqua
- 282. H. Pinter, Il bicchiere della staffa; Monologo (trad. L. Del Bono e E. Nissim, intr. G. Davico Bonino)
- 283. F. Schiller, I masnadieri
- 284. Marivaux, Le false confidenze (a cura di C. Garboli)
- 285. A. Schnitzler, Anatol (a cura di P. Chiarini)
- 286. E. Albee, Chi ha paura di Virginia Woolf? (trad. Ettore Capriolo, intr. Paolo Collo)

### 1987-88
- 287. Marguerite Duras, Suzanna Andler (trad. N. Ginzburg, intr. G. Davico Bonino)
- 288. S. Mrożek, Emigranti (trad. G. Guerrieri, intr. Adolfo Pitti)
- 289. Richard Brinsley Sheridan, Il critico ovvero Le prove di una tragedia (a cura di M. d'Amico, nota Ugo Gregoretti)
- 290. A. Schnitzler, Amoretto (a cura di P. Chiarini)
- 291. H. Ibsen, Hedda Gabler (trad. A. Rho, intr. Franco Quadri)
- 292. J. Genet, Sorveglianza speciale; I paraventi (trad. G. Caproni, intr. G.R. Morteo)
- 293. T. Williams, Lo zoo di vetro (trad. G. Guerrieri)
- 294. E. De Filippo e Isabella Quarantotti, Peppino Girella
- 295. Molière, La scuola delle mogli (a cura di C. Garboli)
- 296. Peter Shaffer, Amadeus (a cura di M. D'Amico)
- 297. August Strindberg, La contessina Julie (trad. G. Guerrieri, intr. Carlo Repetti)
- 298. Vittorio Alfieri, Mirra (a cura di G. Davico Bonino)
- 299. Heinrich von Kleist, Il principe di Homburg (trad. I.A. Chiusano, intr. Luigi Forte)
- 300. C. Goldoni, Il campiello (a cura di G. Davico Bonino)
- 301. Alessandro Manzoni, Adelchi (a cura di G. Davico Bonino)
- 302. Ivan Turgenev, Pane altrui (a cura di Giampaolo Gandolfo)
- 303. Alfred Jarry, Ubu re (a cura di G.R. Morteo)

### 1989
- 304. H. von Kleist, Pentesilea (trad. Enrico Filippini, intr. Anna Chiarloni)
- 305. Italo Svevo, La rigenerazione (intr. Mario Lavagetto)
- 306. Éric Rohmer, Il trio in mi bemolle (a cura di Sergio Toffetti)
- 307. Christopher Hampton, Les liaisons dangereuses (dal romanzo di Choderlos de Laclos) (a cura di M. d'Amico)
- 308. A. Strindberg, Danza di morte (trad. Attilio Veraldi, intr. Roberto Alonge)
- 309. Marivaux, La disputa; Gli attori in buona fede (a cura di Enrica Capra e G. Davico Bonino)
- 310. F. Schiller, Guglielmo Tell (a cura di Giuliano Baioni, trad. B. Allason)
- 311. J. Cocteau, La voce umana; La macchina infernale (trad. M. Zini, intr. Stefano Jacomuzzi)
- 312. F. Dürrenmatt, La visita della vecchia signora (trad. A. Rendi, intr. L. Forte)
- 313. N. Ginzburg, L'intervista. Commedia in tre atti [poi n. 434]

### 1990
- 314. P. Calderón de la Barca, L'Alcade di Zalamea
- 315. Samuel Taylor Coleridge, La caduta di Robespierre, a cura di Paolo Bosisio, trad. P. Bosisio e Alessandra Corrias
- 316. W. Shakespeare, Tito Andronico, trad. C.V. Lodovici, intr. M. d'Amico
- 317. Goethe, Stella. Commedia per amanti, a cura di I.A. Chiusano
- 318. S. Beckett, Finale di partita, trad. C. Fruttero
- 319. H. Ibsen, Rosmersholm, trad. A. Rho, intr. Georg Groddeck
- 320. Ruzante, La Piovana, a cura di L. Zorzi, intr. Mario Baratto
- 321. F. García Lorca, Donna Rosita nubile, trad. V. Bodini, intr. Pier Luigi Crovetto
- 322. C. Goldoni, La casa nova, a cura di G. Davico Bonino
- 323. A. Miller, Erano tutti miei figli. Dramma in tre atti, trad. B. Fonzi, pref. dell'autore
- 324. E. O'Neill, Drammi marini, trad. B. Fonzi, intr. Paolo Bertinetti
- 325. Claude Arnaud e Bernard Minoret, Salotti, a cura di Benedetta Craveri
- 326. Aristofane, Donne all'assemblea, a cura di R. Cantarella
- 327. B. Brecht, Baal, trad. Roberto Fertonani, intr. L. Forte
- 328. Eugène Labiche, La cagnotte, intr. G.R. Morteo, trad. Ivo Chiesa
- 329. A. Manzoni, Il conte di Carmagnola, a cura di P. Bosisio
- 330. Eduardo Scarpetta, Miseria e nobiltà, a cura di Siro Ferrone
- 331. F. Schiller, La congiura del Fiesco a Genova. Tragedia repubblicana, trad. B. Allason, intr. M.D. Ponti

### 1991
- 332. Sofocle, Edipo re; Edipo a Colono, a cura di G. Lombardo Radice
- 333. W. Shakespeare, Pene d'amor perdute, trad. C.V. Lodovici
- 334. Isaak Babel', Tramonto, a cura di Gianlorenzo Pacini
- 335. Euripide, Oreste, a cura di V. Faggi
- 336. Noël Coward, Breve incontro; Spirito allegro, trad. Mario Beltramo e Vinicio Marinucci
- 337. Michail Bulgakov, I giorni dei Turbin, a cura di Giampaolo Gandolfo
- 338. Giuseppe Giacosa, Come le foglie
- 339. A. Strindberg, Il padre, a cura di Renzo Rosso, trad. Monica Iwerbo e R. Rosso

### 1992-93
- 340. Pier Paolo Pasolini, Affabulazione, nota G. Davico Bonino
- 341. Lope de Vega, Il nuovo mondo scoperto da Cristoforo Colombo, a cura di Sergio Bullegas
- 342. Aleksandr Griboedov, L'ingegno porta guai, a cura di G. Gandolfo
- 343. Euripide, Ifigenia in Aulide e Ifigenia in Tauride, a cura di V. Faggi
- 344. L. Pirandello, Sei personaggi in cerca d'autore, a cura di G. Davico Bonino
- 345. Aristofane, Pace; Uccelli, trad. R. Cantarella
- 346. Manuel Puig, Tango delle ore piccole, a cura di Angelo Morino
- 347. Karel Čapek, L'affare Makropulos, trad. Giuseppe Mariano, nota A.M. Ripellino

### 1994
- 348. Julio Cortázar, I Re, a cura di Ernesto Franco
- 349. Sofocle, Filottete, a cura di V. Faggi
- 350. H. Pinter, Chiaro di luna, trad. Alessandra Serra, intr. G. Davico Bonino
- 351. S. Beckett, L'ultimo nastro di Krapp; Ceneri, trad. C. Fruttero, intr. P. Bertinetti
- 352. W. Shakespeare, Timone d'Atene, trad. C.V. Lodovici
- 353. Guido Ceronetti, La iena di San Giorgio. Tragedia per marionette

### 1995
- 354. Lorenzo Da Ponte, Don Giovanni. Dramma giocoso in due atti, a cura di Giovanna Gronda
- 355. E. Canetti, Nozze, intr. L. Zagari, trad. B. Zagari
- 356. Eschilo, Prometeo incatenato, a cura di C. Carena
- 357. A. Miller, Vetri rotti, a cura di M. d'Amico

### 1996
- 358. E. Albee, Tre donne alte, a cura di M. d'Amico, nota Luigi Squarzina
- 359. Victor Hugo, Ruy Blas, a cura di Giovanni Raboni
- 360. T. Williams, La rosa tatuata, a cura di M. d'Amico

### 1997
- 361. Frances Goodrich e Albert Hackett, Diario di Anna Frank, a cura di P. Collo e A. Serra
- 362. Emilio Tadini, La deposizione
- 363. H. Pinter, Ceneri alle ceneri, trad. A. Serra
- 364. André Gide e Jean-Louis Barrault, Il processo, a cura di Enrico Badellino
- 365. José Saramago, Teatro (La notte; Cosa ne farò di questo libro?; La seconda vita di Francesco d'Assisi), trad. Rita Desti e Giulia Lanciani

### 1998
- 366. Enzo Siciliano, Morte di Galeazzo Ciano
- 367. Raffaello Baldini, Carta canta; Zitti tutti!; In fondo a destra (tre monologhi)
- 368. D. Fo, Il diavolo con le zinne, a cura di Franca Rame
- 369. Tirso de Molina, L'ingannatore di Siviglia e il convitato di pietra, a cura di Laura Dolfi
- 370. Andrea Perrucci, Il convitato di pietra, a cura di R. De Simone con Mario Brancaccio

### 1999
- 371. E. De Filippo, Tre adattamenti teatrali (Sogno di una notte di mezza sbornia, La monaca fauza e Cani e gatti!), intr. R. De Simone
- 372. Pierre Corneille, Il Cid, a cura di G. Davico Bonino
- 373. Ágota Kristóf, La chiave dell'ascensore; L'ora grigia, o L'ultimo cliente, a cura di Elisabetta Rasy
- 374. H. Pinter, La collezione; Paesaggio, trad. A. Serra
- 375. John Webster, La duchessa di Amalfi, trad. Giorgio Manganelli, a cura di Luca Scarlini
- 376. R. De Simone, L'opera buffa del giovedì santo. Commedia per musica in tre atti e quattro quadri

### 2000
- 377. George Gordon Byron, Manfredi, trad. G. Manganelli, a cura di L. Scarlini
- 378. A. Miller, Il mondo di Mr. Peters, trad. M. d'Amico
- 379. Nigel Williams, Nemico di classe,trad. Susanna Basso, con una conversazione tra Paolo Crepet e Paolo Rossi
- 380. Sarah Kane, Tutto il teatro, trad. Barbara Nativi, a cura di L. Scarlini

### 2001
- 381. Ruggero Cappuccio, Edipo a Colono, intr. R. De Simone
- 382. H. Pinter, Anniversario, trad. A. Serra
- 383. Abraham Yehoshua, Possesso, trad. Chiara Balestrazzi,
- 384. Ingmar Bergman, Pittura su legno. Una morality play, a cura di L. Scarlini, trad. Luciano Marrucci con Fredrika Maria Elisabeth Sundholm

### 2002
- 385. W. Shakespeare, Pene d'amor perdute, a cura di Lisa Ginzburg
- 386. Ronald Harwood, La torre d'avorio, a cura di M. D'Amico
- 387. Don DeLillo, Valparaíso, trad. A. Serra
- 388. R. Cappuccio, Shakespea Re di Napoli
- 389. H. Pinter, Prove d'autore, a cura di A. Serra
- 390. David Mamet, Boston Marriage, a cura di M. d'Amico

### 2003
- 391. P. Calderón de la Barca, Il mago dei prodigi, a cura di Daniela Carpani, intr. P.L. Crovetto
- 392. D. DeLillo, La stanza bianca, trad. A. Serra
- 393. Tom Stoppard, Arcadia, trad. A. Serra e Anna Parnanzini

### 2004
- 394. George Tabori, I cannibali, intr. Giorgio Pressburger, trad. Laura Forti
- 395. Molière, L'avaro, a cura di C. Garboli
- 396. D. Mamet, Il crittogramma, trad. Penelope Bussolino
- 397. Ariel Dorfman, La morte e la fanciulla, trad. A. Serra

### 2005
- 398. G. Tabori, Mein Kampf, a cura di Laura Forti, intr. Moni Ovadia
- 399. J. Saramago, Don Giovanni o Il dissoluto assolto, trad. R. Desti
- 400. R. De Simone, Prolegomeni al Socrate immaginario
- 401. A. Yehoshua, Una notte di maggio, trad. Alessandra Shomroni

### 2006
- 402. A. Dorfman, Purgatorio, trad. A. Serra
- 403. F. García Lorca, Il pubblico, a cura di Glauco Felici
- 404. Yasmina Reza, «Arte», trad. A. Serra
- 405. Aleksandr Puškin, Mozart e Salieri; Il convitato di pietra, a cura di R. De Simone
- 406. D. DeLillo, Love-Lies-Bleeding, trad. A. Serra

### 2007
- 407. Sofocle, Antigone, a cura di Massimo Cacciari, nota Walter Le Moli
- 408. C. Goldoni, La serva amorosa, a cura di G. Davico Bonino
- 409. G. Ceronetti, Rosa Vercesi. Testo teatrale
- 410. F. Schiller, Wallenstein, a cura di Massimo Mila, nota C. Cases
- 411. B. Brecht, La rovina dell'egoista Johann Fatzer, versione drammaturgica di Heiner Müller, intr. L. Forte, trad. Milena Massalongo

### 2008
- 412. Beaumarchais, La folle giornata o Il matrimonio di Figaro. Commedia in cinque atti, a cura di Valerio Magrelli
- 413. D. Fo, Sotto paga! Non si paga! Commedia in due atti, a cura di F. Rame
- 414. A. Yehoshua, Viaggio alla fine del millennio, trad. A. Shomroni
- 415. A. Dorfman, Dall'altra parte, trad. A. Serra
- 416. R. Baldini, La fondazione, a cura di Clelia Martignoni, trad. Giuseppe Bellosi

### 2009
- 417. Molière, Anfitrione, trad. Patrizia Cavalli
- 418. Vitaliano Trevisan, Due monologhi (Oscillazioni; Solo RH)
- 419. Mario Vargas Llosa, Appuntamento a Londra, trad. E. Franco

### 2010
- 420. Hugo von Hofmannsthal, L'incorruttibile (a cura di Elena Raponi)
- 421. Véronique Olmi, Mathilde, trad. A. Serra
- 422. Roberto Andò e M. Ovadia, Shylock. Prove di sopravvivenza (per ebrei e non)
- 423. N. Ginzburg, Ti ho sposato per allegria, pref. Ferdinando Taviani [vd. n. 93]

### 2011
- 424. Mariangela Gualtieri, Caino. Il buio era me stesso
- 425. Franca Valeri, Non tutto è risolto
- 426. V. Trevisan, Una notte in Tunisia. Tragicommedia
- 427. T. Stoppard, Rock'n'roll, trad. Evelina Santangelo
- 428. H. Pinter, Chiaro di luna e altri testi teatrali (Un leggero fastidio; Una serata fuori; Voci di famiglia; Una specie di Alaska; Victoria Station; Chiaro di luna), a cura di A. Serra

### 2012
- 429. Tiziano Scarpa, L'infinito
- 430. M. Vargas Llosa, La Chunga, trad. E. Franco
- 431. Victorien Sardou, La Tosca, a cura di G. Davico Bonino, con il libretto dell'opera di Giacomo Puccini a cura di Susanna Franchi
- 432. R. Cappuccio, Le ultime sette parole di Caravaggio

### 2013
- 433. Elsa Morante, La serata a Colono
- 434. N. Ginzburg, L'intervista [vd. n. 313]
- 435. R. De Simone, Cinque voci per Gesualdo. Travestimento in musica e teatro di un mito d'amore, morte e magia

### 2014
- 436. Stefano Massini, Lehman Trilogy, pref. Luca Ronconi
- 437. F. Valeri, Il cambio dei cavalli

### 2015
- 438. S. Massini, 7 minuti. Consiglio di fabbrica
- 439. Ethan Coen, Quasi una serata. Tre atti unici, trad. Pietro Deandrea e Marco Ponti
- 440. A. Miller, Il prezzo, trad. M. d'Amico

### 2016
- 441. Georg Büchner, Morte di Danton, trad. Anita Raja
- 442. W. Shakespeare, Macbeth, a cura di P. Bertinetti

### 2017
- 443. Plauto, Aulularia, trad. in versi con finale apocrifo Roberto Piumini, trad. C. Carena
- 444. A. Miller, La discesa da Mount Morgan, a cura di M. D'Amico

### 2018
- 445. Antonio Piccolo, Emone. La traggedia de Antigone seconno lo cunto de lo innamorato
- 446. Lucia Calamaro, La vita ferma. L'origine del mondo
- 447. Davide Carnevali, Variazioni sul modello di Kraepelin (o il campo semantico dei conigli in umido)

### 2019
- 448. Roberto De Simone, L'oca d'oro. Commedia dell'arte e mistero in due parti
- 449. Ágota Kristóf, John e Joe. Un ratto che passa
- 450. Stefano Massini, Stato contro Nolan (un posto tranquillo)

### 2020
- 451. Lucia Calamaro, Nostalgia di Dio
- 452. Franca Valeri, La Ferrarina - Taverna

### 2021
- 453. Dylan Thomas, Milk Wood, trad. di Enrico Testa
- 454. Mariangela Gualtieri, Paesaggio con fratello rotto

### 2022
- 455. Davide Carnevali, Ritratto dell'artista da morto (Germania '41 - Argentina '78)
- 456. Massimo Recalcati, Amen
- 457. Valentina Diana, Tre monologhi. Una passione. L'eternità dolcissima di Renato Cane. La nipote di Mubarak
- 458. Tennessee Williams, La gatta sul tetto che scotta, trad. di Paolo Bertinetti

### 2023
- 459. Stefano Massini, Manhattan Project
- 460. Arthur Schnitzler, Le sorelle ovvero Casanova a Spa, trad., postfazione e cura di Claudio Magris
- 461. Pier Lorenzo Pisano, Per il tuo bene. Semidei
- 462. Natalia Ginzburg, Fragola e panna. Dialogo
- 463. Melania Mazzucco, Dulhan - La sposa

### 2024
- 464. Wajdi Mouawad, Come gli uccelli, trad. di Monica Capuani
- 465. Jon Fosse, La ragazza sul divano, trad. di Graziella Perin
- 466. Goliarda Sapienza, Il filo di mezzogiorno. Versione teatrale di Ippolita Di Majo

## Altri volumi fuori serie
Nel 1981 il volume Simpatia, scritto collettivamente da allievi della scuola di drammaturgia di Firenze diretta da Eduardo De Filippo, avrebbe dovuto aprire una sezione specifica della collana, ma rimase numero unico.
Nel 2001 fu stampata nella stessa collana (senza numero) un ed. fuori commercio di una scelta di Monologhi di Shakespeare, a cura di Guido Davico Bonino.